# Chi dice donna, dice donna
Pour plus de détails, voir Fiche technique et Distribution.
Chi dice donna, dice donna est une comédie à l'italienne à sketches réalisé par Tonino Cervi et sortie en 1976.

## Synopsis
Le film est divisé en cinq sketches.

### Donne d'affari
Délaissées par leurs maris, Belle et Mimì ouvrent une maison close. Elles se vendent, les maris « achètent ».

### La "Signorina X"
Une femme amnésique se trompe sur son mari et ses enfants.

### La donna erotica
Une ouvrière veut devenir une experte de l'érotisme, mais échoue piteusement.

### Papà e maman
À Paris, Sonia et Gilbert, travestis professionnels, ont un fils.

### Ma non ci sposano
En Suède, Filippo épouse une prêtresse luthérienne.

## Fiche technique
Sauf indication contraire, les informations mentionnées dans cette section peuvent être confirmées par la base de données cinématographiques IMDb,  présente dans la section « Liens externes ».
- Titre original italien : Chi dice donna, dice donna[1] (litt. « Qui dit femme, dit femme »)
- Réalisation : Tonino Cervi
- Scénario : Leonardo Benvenuti (segment La donna erotica), Tonino Cervi (segments Donne d'affari, La signorina X, La donna erotica, Papa e maman et Ma non ci sposano), Cesare Frugoni (it) (segments Donne d'affari, La signorina X et La donna erotica)
- Photographie : Danilo Desideri (it) (segment La signorina X), Marcello Gatti (segments Donne d'affari, La donna erotica, Papà e maman et Ma non ci sposano)
- Montage : Nino Baragli
- Musique : Piero Piccioni
- Costumes : Wayne A. Finkelman (it) (segments Donne d'affari, La donna erotica, Papà e maman et Ma non ci sposano), Nicoletta Ercole (it) (segment La signorina X)
- Maquillage : Mario Di Salvio
- Production : Tonino Cervi
- Société de production : Rizzoli Film
- Pays :  Italie
- Genre : Comédie à l'italienne
- Durée : 120 minutes
- Dates de sortie : 
  - Italie : 12 février 1976

## Distribution
Donne d'affari
- Stéphane Audran : Mimì / Chantal
- Françoise Fabian : Bella / Lulù
- Jacques François : Charles
- José Luis de Vilallonga : Louis
- Piero Nuti : Le client déguisé en religieuse
- Luigi Zerbinati : Le vieil architecte
- Ferdinando Villella : Le souteneur

La signorina X
- Giovanna Ralli : Madame X
- Franco Citti : Benito
- Aldo Giuffré : Le commissaire
- Angelo Pellegrino : Le mythomane

La donna erotica
- Adriana Asti : Anna Bargagli
- Giuseppe Anatrelli : L'homme

Papà e maman
- Lea Massari : Gilbert
- Gigi Proietti : Sonia

Ma non ci sposano
- Janet Agren : Anita
- Gigi Proietti : Filippo
- Catherine Franck : L'ex-femme de Filippo
- Jane Charle : La mère d'Anita
- Tonino Cervi : Sandro Bertini
- Mario Bartolomei :
- Ettore Carloni :